# Flaga Mozambiku
Flaga Mozambiku – jeden z symboli narodowych Mozambiku.

## Opis
Flaga przedstawia trzy poziome pasy: zielony, czarny i żółty, oddzielone dwoma węższymi białymi pasami. Od strony masztu wcina się czerwony trójkąt, na którym widnieją następujące elementy (obecne również na godle Mozambiku): żółta pięcioramienna gwiazda, motyka – symbol prostego ludu, kraju, gdzie rolnictwo jest nadal głównym źródłem utrzymania, karabin Kałasznikowa – symbol walki o niepodległość oraz otwarta książka – symbol oświaty.

## Historia
Flaga została oficjalnie przyjęta 1 maja 1983, kiedy władzę w kraju przejęła partia FRELIMO, ustanawiając jednocześnie system jednopartyjny. Nowa flaga nawiązywała wyglądem do flagi partii FRELIMO. W 1992 zakończyła się wojna domowa, w której walczyli ze sobą zwolennicy partii władzy oraz ruchu RENAMO. Obie partie doszły do porozumienia, które doprowadziło do demokratyzacji kraju. Uchwalono nową konstytucję, a w 2002 przyjęto nowy hymn państwowy (w miejsce poprzedniego, który nosił tytuł Wiwat, wiwat FRELIMO).
W 2005 padła propozycja, by zmienić również flagę. Przeciwnicy obecnej flagi (głównie zwolennicy RENAMO) optują za usunięciem dwóch elementów: gwiazdy, przypominającej lewicową ideologię FRELIMO, oraz karabinu, niespotykanego na żadnej innej fladze państwowej, a mogącego zaszkodzić wizerunkowi kraju. Zwolennicy dotychczasowej flagi widzą w nim raczej symbol walki o niepodległość kraju. Spory nad wprowadzeniem nowych symboli państwowych (flagi i godła) wywołały burzliwą dyskusję wśród mozambickich polityków i opinii publicznej.

## Historyczne warianty flagi

### Sztandary prezydenckie

Flaga gubernatora Portugalskiej Afryki Wschodniej
Flaga prezydenta Mozambiku z lat 1975–1982
Flaga prezydenta Mozambiku z lat 1982–1990

### Flagi narodowe

Propozycja flagi Portugalskiej Afryki Wschodniej
Flaga Mozambiku z lat 1974–1975
Flaga Mozambiku z lat 1975–1983
Flaga Mozambiku w roku 1983